# جون كارلسون (لاعب كرة قدم)
جون كارلسون (بالسويدية: Johan Karlsson)‏ هو لاعب كرة قدم سويدي، ولد في 6 أبريل 1975 في لينشوبينغ في السويد. لعب مع أتفدابيرجس ونادي إلفسبورغ.

## وصلات خارجية
- جون كارلسون (لاعب كرة قدم) على موقع الاتحاد الأوربي (الإنجليزية)
- جون كارلسون (لاعب كرة قدم) على موقع اتحاد السويد (السويدية)
- جون كارلسون (لاعب كرة قدم) على موقع قاعدة بيانات كرة القدم.إي يو (الإنجليزية)
- جون كارلسون (لاعب كرة قدم) على موقع Soccerway.com (الإنجليزية)
- جون كارلسون (لاعب كرة قدم) على موقع عالم كرة القدم.نت (الإنجليزية)